# 装飾音
装飾音（そうしょくおん）とは、音楽において、音を揺らしたり付け加えたりすることによって、音を飾ることである。
楽譜上は、小音符による場合と、特別の記号を使う場合、記号に補助的に小音符を加える場合がある。

## 装飾音符
装飾を示す小音符を装飾音符という。小音符の音価は、ないものとして扱われる。